# هوراسيو لوبيز (لاعب كرة سلة)
هوراسيو لوبيز (بالإسبانية: Horacio López Usera)‏ (22 يناير 1961 في الأوروغواي - ) هو صحفي وكاتب ولاعب كرة سلة أوروغواني في مركز هجوم صغير الجسم، شارك في بطولة أمم الأمريكتين لكرة السلة 1993 وبطولة كأس العالم لكرة السلة 1986 والألعاب الأولمبية الصيفية 1984 وبطولة أمم الأمريكتين لكرة السلة 1984 وبطولة أمم الأمريكتين لكرة السلة 1992. ولعب مع يوفي كازيرتا باسكت.

## وصلات خارجية
- هوراسيو لوبيز على موقع الاتحاد الدولي لكرة السلة (الإنجليزية)
- هوراسيو لوبيز على موقع كرة السلة الأوروبية.كوم (الإنجليزية)
- هوراسيو لوبيز على موقع ريلجم (الإنجليزية)
- هوراسيو لوبيز على موقع سبورتس رفرنس (الإنجليزية)
- هوراسيو لوبيز على موقع أوليمبيديا (الإنجليزية)